# NBA Live 15
NBA Live 15 är ett basketspel till Playstation 4 och Xbox One som gavs ut den 28 oktober 2014 i Nordamerika och den 31 oktober samma år i Europa. Spelomslaget pryds av Damian Lillard i Portland Trail Blazers.
De första klippen från spelet visar grafisk förändring av bland annat matchtröjorna, hallarna, skottklockor och korgen.

### Fotnoter
1. ↑  http://www.easports.com/nba-live/news/2014/nba-live-15-cover
2. ↑  http://www.easports.com/nba-live/news-updates-gameplay/article/nba-live-15-graphics?sourceid=nba15-social-global-ic-yt-bts-graphics-062414-yt-description-vid-site-ramp&cid=22898&ts=1409135187041